# Home Sweet Home (Sam Feldt)
Home Sweet Home is een nummer van de Nederlandse dj Sam Feldt uit 2020, in samenwerking met de Finse zangeres Alma en de Britse producer Digital Farm Animals. Het is de eerste single van Feldts gelijknamige derde EP.
"Home Sweet Home" werd een klein hitje in Nederland. Radio 538 riep het nummer uit tot Dancesmash. De plaat bereikte de eerste positie in de Nederlandse Tipparade.